# Sollevamento pesi ai Giochi panamericani
Le gare di sollevamento pesi ai Giochi panamericani sono state presenti fin dalla prima edizione dei Giochi che si svolse a Buenos Aires, nel 1951.

## Medagliere storico
Di seguito sono elencate le prime 10 nazioni nel medagliere storico del sollevamento pesi ai Giochi panamericani.
| Posiz. | Nazione         | Oro | Argento | Bronzo | Totale |
| ------ | --------------- | --- | ------- | ------ | ------ |
| 1      | Cuba            | 67  | 23      | 9      | 99     |
| 2      | Stati Uniti     | 50  | 29      | 25     | 104    |
| 3      | Colombia        | 30  | 28      | 21     | 79     |
| 4      | Venezuela       | 9   | 25      | 22     | 56     |
| 5      | Ecuador         | 9   | 7       | 10     | 26     |
| 6      | Canada          | 7   | 12      | 17     | 35     |
| 7      | Rep. Dominicana | 6   | 10      | 18     | 34     |
| 8      | Brasile         | 3   | 4       | 7      | 14     |
| 9      | Messico         | 2   | 8       | 14     | 24     |
| 10     | Panama          | 2   | 6       | 5      | 13     |